# Sedmitrámový most
Sedmitrámový most je rozcestí turistických tras na severním úbočí Smědavské hory (1084 m n. m.) v Jizerských horách na severu České republiky. Nachází se u silnice II/290, která zde stoupá z Bílého Potoka k horské chatě Smědava. U rozcestníku se nachází nejvýše položený z mostů, po nichž komunikace překonává tok řeky Smědé. Tento most původně tvořilo sedm trámů, které daly rozcestníku svůj název. Během pozdějších rekonstrukcí došlo k přestavbě mostu na betonový. Ve vzdálenosti sta metrů po toku řeky pod Sedmitrámovým mostem se ve výšce 575 m n. m. nachází nepravý vodopád, vysoký tři metry. Ten má sklon 90° a protéká tudy 600 litrů vody za sekundu.

## Turistika
K Sedmitrámovému mostu vedou tyto turistické trasy:
- z rozcestí nazvaného „Předěl“
- z rozcestí nazvaného „Smědava“
- z rozcestí nazvaného „Bílý Potok – rozcestí“
- z rozcestí nazvaného „Bártlova bouda“

Současně s tím je tudy po silnici II/290 vedena cyklistická trasa číslo 3016.